# Francisco de Zela
Francisco Antonio de Zela Hurtado (10 luglio 1928 – 14 ottobre 1952) è stato un cestista peruviano.

## Carriera
Con il Perù ha preso parte ai Campionati mondiali del 1950.